# Geração Grandiosa
Geração grandiosa (em inglês: Greatest generation) é um corte demográfico que segue a Geração Perdida e precede a Geração Silenciosa. A expressão foi cunhada pelo jornalista e escritor Tom Brokaw, em seu livro The Greatest Generation,  para se referir à geração formada pelos indivíduos que cresceram durante a Grande Depressão (1929–39) nos Estados Unidos e depois participaram dos combates da Segunda Guerra Mundial (1939–45, com participação dos EUA entre 1941 e 1945), bem como por aqueles que, permanecendo no país, participaram do esforço de guerra no chamado home front.
A geração é geralmente definida como pessoas nascidas de 1901 a 1927 cuja vida adulta e meia-idade foram moldadas durante a prosperidade dos Trinta Anos Gloriosos (1945–73). A Geração Grandiosa é sucessora da Geração Perdida (1883–1900), que lutou durante a adolescência na Primeira Guerra Mundial e viveu a vida adulta durante os Roaring Twenties até a Grande Depressão. Seus filhos são os Baby boomers (1943–1964) e a Geração Silenciosa (1925–1942). Seus netos são a Geração X e Y e seus bisnetos são a Geração Z.

## Terminologia
Um dos primeiros usos do termo A Geração Mais Grande foi em 1953 pelo general do Exército dos EUA James Van Fleet, que havia se aposentado recentemente após seu serviço na Segunda Guerra Mundial e na liderança do Oitavo Exército durante a Guerra da Coreia. Ele falou ao Congresso, dizendo: "Os homens do Oitavo Exército são um grupo magnífico, e eu sempre disse que são a maior geração de americanos que já produzimos." O termo foi popularizado pelo título do livro The Greatest Generation, de 1998, do jornalista americano Tom Brokaw. No livro, Brokaw perfila membros americanos dessa geração que atingiram a maioridade durante a Grande Depressão e lutaram na Segunda Guerra Mundial, bem como aqueles que contribuíram para o esforço de guerra na frente doméstica. Brokaw escreveu que esses homens e mulheres lutaram não por fama ou reconhecimento, mas porque era a "coisa certa a fazer".
Essa coorte também é chamada de "Geração G.I." e "Geração da Segunda Guerra Mundial".

## Definições de datas e faixas etárias
O Pew Research Center define essa coorte como aqueles nascidos entre 1901 e 1927. Strauss e Howe usam os anos de nascimento 1901–1924. A primeira metade dessa geração, nascida entre 1901 e 1912, é às vezes chamada de Geração Interbellum. A maioria dos veteranos que serviram na Segunda Guerra Mundial nasceu durante a segunda metade dessa geração, de 1913 a 1924. Enquanto os membros mais velhos da Geração Interbellum atingiram a maioridade no final da década de 1910, em 1919, a maioria atingiu a maturidade na década de 1920, e uma minoria cresceu nos anos iniciais da Grande Depressão, de 1929 a 1932. A "Geração Própria da Segunda Guerra Mundial" atingiu a maioridade na segunda metade da década de 1930 ou nos primeiros anos da década de 1940.

## Características

### Estados Unidos

#### Adolescência

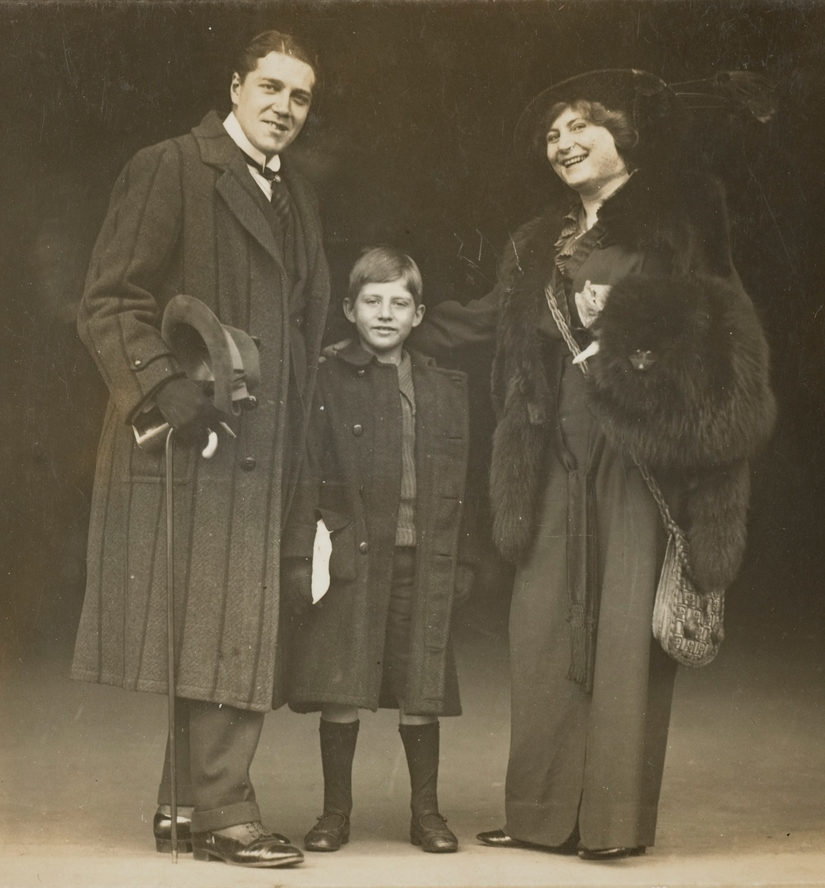
Família Buckler, 1914

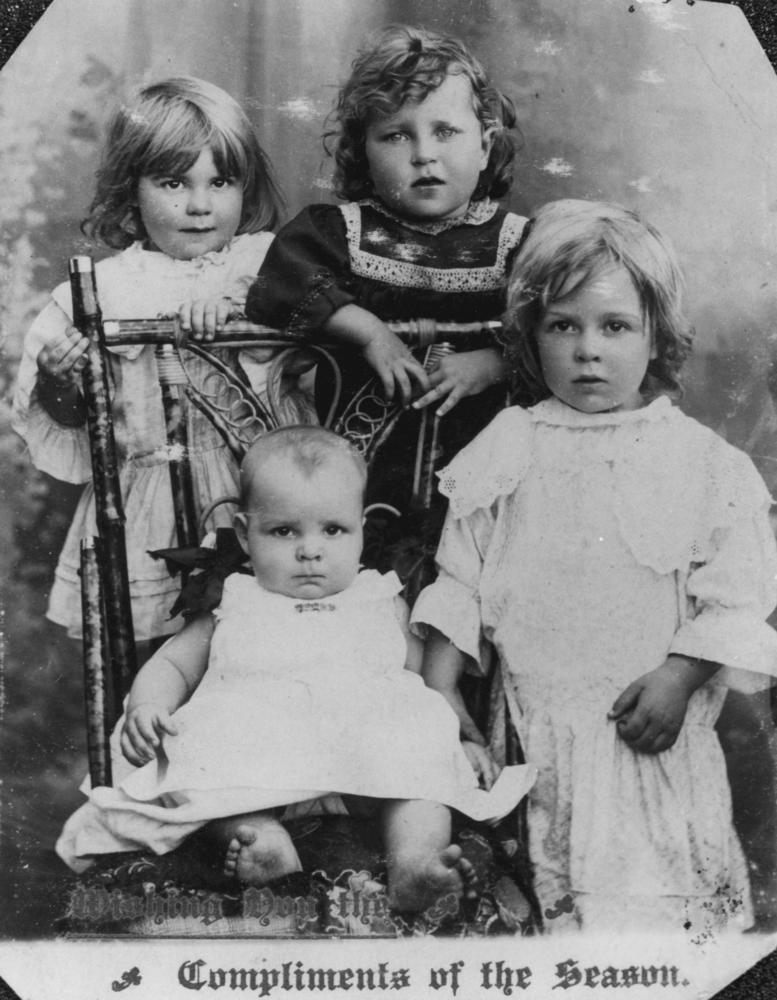
Retrato de meninas australianas, circa entre 1910 e 1920

Os membros americanos dessa geração atingiram a maioridade já em 1919 e tão tarde quanto 1945, eram crianças ou nasceram durante a Era Progressista, a Primeira Guerra Mundial e os Loucos Anos 20; uma época de prosperidade econômica com transformações culturais distintas. Além disso, muitos daqueles que viveram de 1918 a 1920 experimentaram a mortal pandemia de gripe espanhola; e, incrivelmente, alguns raros indivíduos, como Anna Del Priore, conseguiram sobreviver à infecção tanto da gripe espanhola quanto à pandemia de COVID-19 aproximadamente 100 anos depois. Eles também experimentaram grande parte de sua juventude com rápida inovação tecnológica (por exemplo, rádio, telefone, automóvel) em meio a níveis crescentes de desigualdade de renda mundial e uma economia em ascensão. Após o Crash da Bolsa, quando muitos atingiram a maturidade na década de 1930, essa geração experimentou profunda turbulência econômica e social.
Apesar das dificuldades, os historiadores observam que a literatura, as artes, a música e o cinema do período floresceram. Essa geração experimentou o que é comumente chamado de "Era de Ouro de Hollywood". Vários gêneros de filmes populares, incluindo filmes de gangster, filmes musicais, filmes de comédia e filmes de monstros, atraíram grandes audiências. A Grande Depressão também influenciou muito a literatura e testemunhou o advento das histórias em quadrinhos, que eram populares entre os membros dessa geração com personagens como Doc Savage, O Sombra, Superman e Batman. Ao lado do jazz, blues, música gospel e música folk; o swing jazz tornou-se imensamente popular entre os membros dessa geração. O termo "Geração Swing" também foi usado para descrever a coorte devido à popularidade da música da época. A popularidade do rádio também se tornou uma grande influência na vida dessa geração, pois milhões sintonizavam para ouvir os "conversas ao pé do fogão" do presidente Franklin D. Roosevelt e absorviam as notícias de uma maneira nunca antes vista.

#### Grande Depressão e Segunda Guerra Mundial

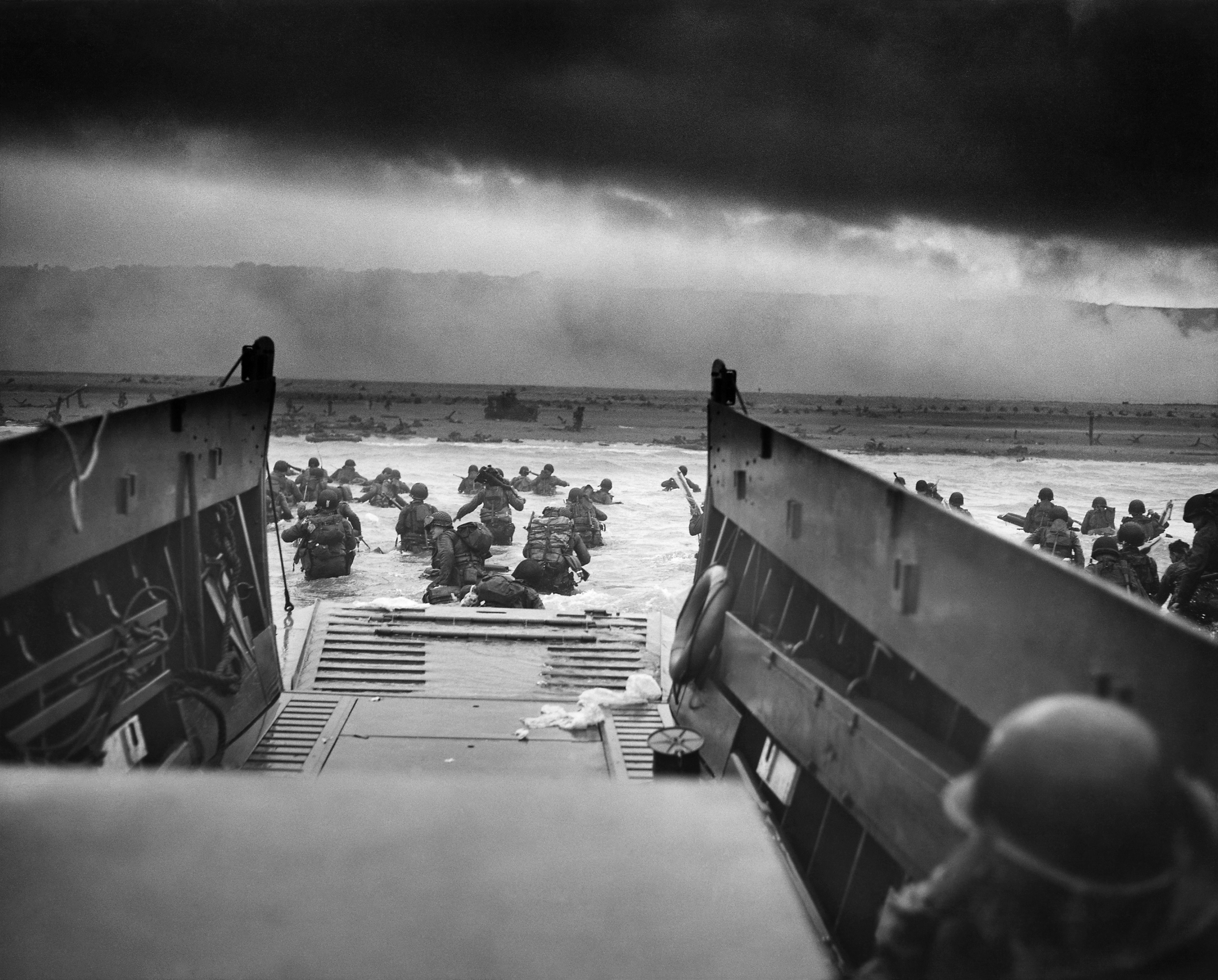
Soldados americanos desembarcam em Omaha Beach em 6 de junho de 1944

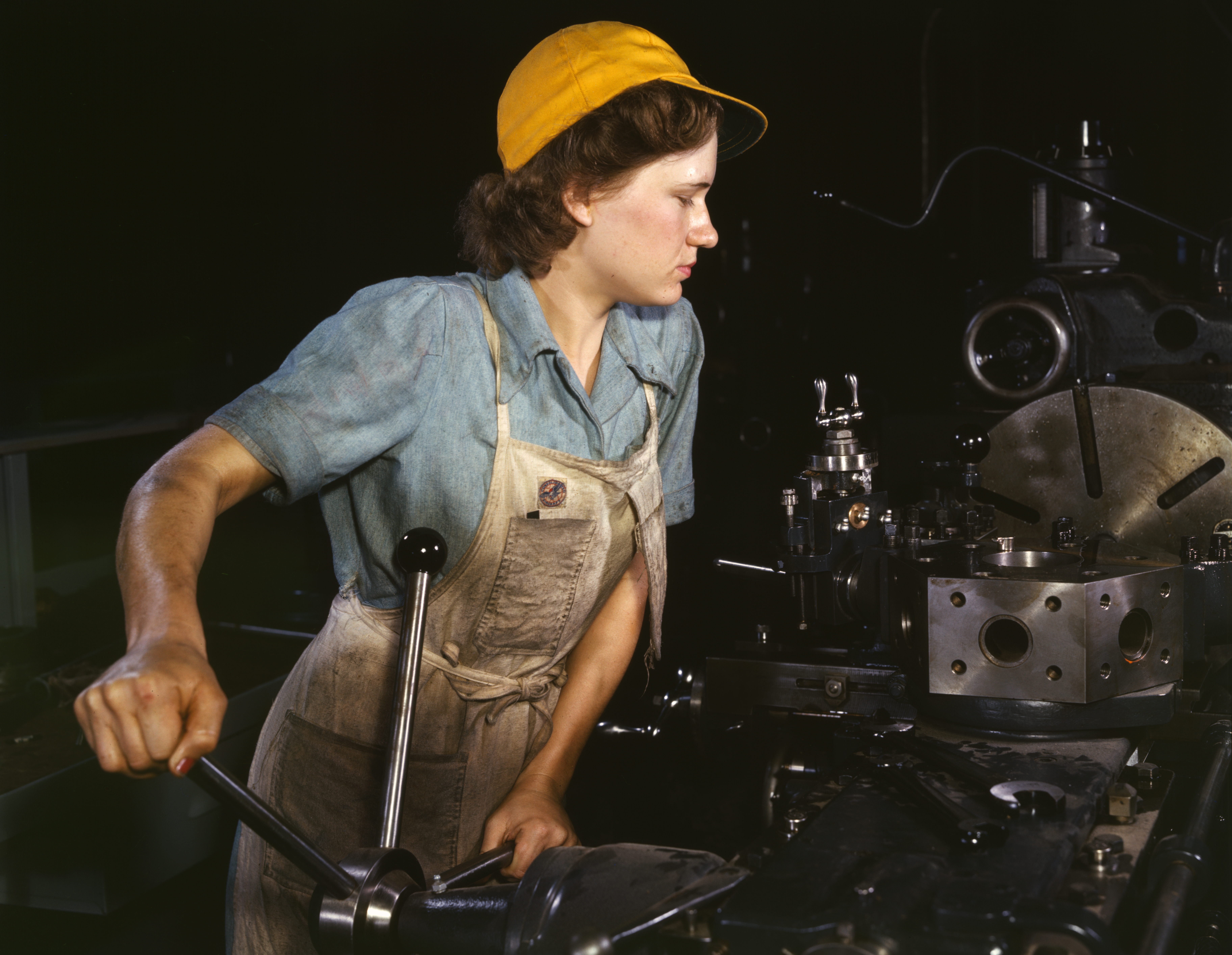
Uma mulher trabalhando em uma fábrica de aeronaves militares em Fort Worth, Texas, em 1942. Milhões de mulheres americanas encontraram trabalho na indústria de defesa durante a guerra.

Mais de 16 milhões de americanos serviram na Segunda Guerra Mundial, a maioria sendo membros dessa geração. 38,8% eram voluntários, 61,2% eram recrutas, o tempo médio de serviço foi de 33 meses, e o total aproximado de baixas foi de 671.278 (mortos e feridos). O jornalista americano Tom Brokaw e outros elogiam essa geração por apoiar e lutar na Segunda Guerra Mundial.

#### Pós-guerra
Após a guerra, essa geração produziu filhos em um nível sem precedentes. Mais de 76 milhões de bebês nasceram entre 1946 e 1964. Subsidiados pelo G.I. Bill, essa geração mudou suas famílias para os subúrbios e promoveu em grande parte uma mentalidade mais conservadora, enquanto o país enfrentava os desafios da Guerra Fria, e alguns foram novamente chamados para servir na Guerra da Coreia ao lado da Geração Silenciosa. O primeiro membro dessa geração a ser eleito presidente dos EUA, John F. Kennedy, iniciou a Corrida Espacial contra a União Soviética, e seu sucessor, Lyndon B. Johnson, promoveu ainda mais a controversa política da "Grande Sociedade". O professor de sociologia Glen Holl Elder, Jr., uma figura proeminente no desenvolvimento da Teoria do Curso de Vida, escreveu Children of the Great Depression (1974), "o primeiro estudo longitudinal de uma coorte da Grande Depressão". Elder acompanhou 167 indivíduos nascidos na Califórnia entre 1920 e 1921 e "rastreou o impacto das experiências da Depressão e da guerra desde os primeiros anos até a meia-idade. A maioria desses 'filhos da Grande Depressão' teve um desempenho excepcionalmente bom em seus anos adultos". Eles saíram das dificuldades da Grande Depressão "com a capacidade de saber como sobreviver, se virar e resolver problemas".

#### Relação com as gerações posteriores
Essa geração enfrentou turbulências com seus filhos mais velhos da geração baby boomer ao amadurecerem na década de 1960, com a Guerra do Vietnã, o movimento dos direitos civis, o escândalo de Watergate e um choque cultural geracional. As atitudes moldadas durante a Segunda Guerra Mundial colidiram com as da era do Vietnã, enquanto muitos lutavam para entender a desconfiança generalizada do governo pelas gerações mais jovens, embora alguns apoiassem os protestos anti-guerra. O mesmo se aplicou, em menor escala, na década de 1950 entre a Geração Interbellum e seus filhos da Geração Silenciosa.

#### Anos posteriores e legado

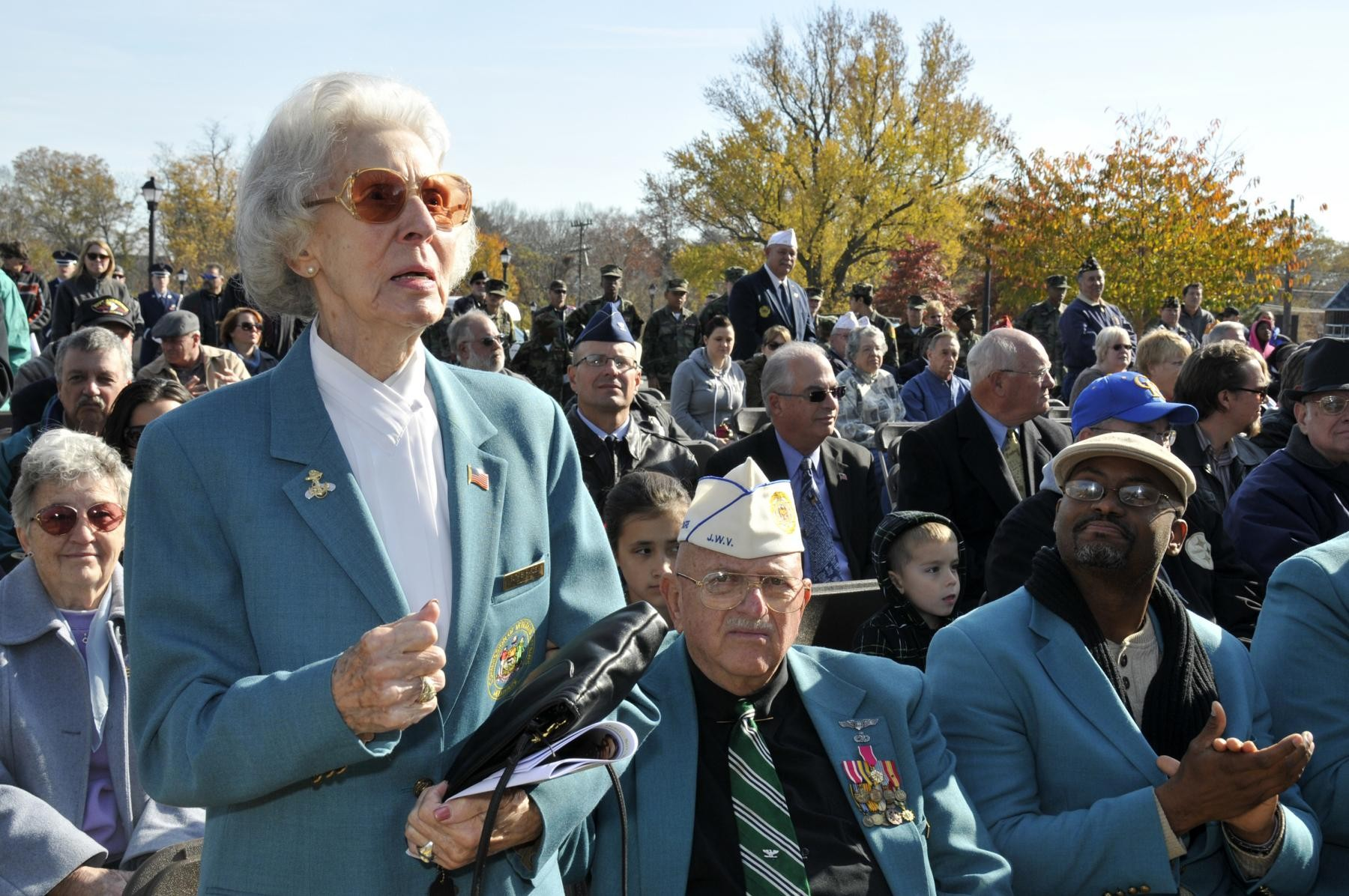
A veterana da Marinha dos EUA Ruth Harden canta enquanto "Anchors Aweigh" é tocada durante a cerimônia de dedicação do memorial da Segunda Guerra Mundial no Legislative Hall em Dover, Delaware, em 9 de novembro de 2013.

De acordo com um estudo de 2004 realizado pela AARP, "Há 26 milhões de pessoas com 77 anos ou mais nos Estados Unidos. Essas pessoas são em grande parte conservadoras em questões econômicas (59%) e sociais (49%), e cerca de um terço delas dizem que se tornaram mais conservadoras em questões econômicas, sociais, de política externa, morais e legais à medida que envelheceram. Mais de 9 em cada 10 (91%) desse grupo etário estão registrados para votar, e 90% votaram na eleição presidencial de 2000". O último membro dessa geração a ser eleito presidente foi George H. W. Bush (1989–1993), e o último presidente sobrevivente dessa geração foi Jimmy Carter (1977–1981). Em seus últimos anos, essa geração foi introduzida a avanços tecnológicos contínuos, como telefones celulares e a Internet.
Em 2024, cerca de 66.000 (menos de 1%) dos 16 milhões de americanos que serviram na Segunda Guerra Mundial ainda estão vivos. Os membros vivos dessa geração estão em seus últimos 90 anos ou são centenários.
As vidas dessa geração são um elemento comum da cultura popular no mundo ocidental, e a mídia relacionada às experiências dessa geração continua a ser produzida. A romantização dessa geração tem enfrentado críticas de alguns. No entanto, alguns também elogiam as características e ações dessa geração e citam seus sacrifícios como uma lição para as gerações atuais.
Durante a Pandemia de COVID-19, os membros vivos dessa geração foram impactados pela pandemia, como o Major Lee Wooten, que foi tratado no hospital por COVID-19 e se recuperou pouco antes de seu 104º aniversário em 2020; ele morreu aos 105 anos.

## Alguns americanos da chamada "geração grandiosa"
- Judy Garland (1922 - 1969), atriz
- John F. Kennedy (1917 - 1963), Presidente dos Estados Unidos entre 1961 e 1963
- George H. W. Bush (1924 - 2018), Presidente dos Estados Unidos entre 1989 e 1993
- Marlon Brando (1924 - 2004), ator
- Betty Friedan (1921 - 2006), ativista  feminista
- Gloria Grahame (1923 - 1981), atriz
- Betty Grable (1916 - 1973), atriz
- Maria Callas (1923 - 1977), cantora lírica

## Brasil
Investigando o contexto brasileiro, as pesquisadoras Milhome e Rowe, da Universidade Federal da Bahia, identificaram os nascidos entre 1910 e 1929, que atingiram sua juventude e idade adulta durante a Era Vargas, como parte da geração Nacionalista.